# Banato
El Banato, Bánato o Banat (en rumano: Banat, en serbio: Банат, en alemán: Banat, en húngaro: Bánát o Bánság, en eslovaco: Banát) es una región histórica del sudeste de Europa, dividida hoy día entre tres países:
- el Banato rumano, que pertenece a Rumania
- el Banato serbio, que pertenece a Serbia
- el Banato húngaro, que pertenece a Hungría, al condado de Csongrád.

Es una región de la llanura de Panonia, limitada por los ríos Danubio al sur, Tisza al oeste, Mureş al norte y los Cárpatos meridionales al este. Su capital histórica es la ciudad de Timişoara, situada en el distrito de Timiş, en Rumania.
El término Banato o Bánato designaba en principio una provincia fronteriza gobernada por un ban.
En el Reino de Hungría había varios banatos: el de Dalmacia, el de Bosnia y el de Croacia. Pero el Banato por excelencia es el de Timişoara, que curiosamente adquirió este título tras el Tratado de Passarowitz cuando no estaba gobernada por ningún ban.

## Historia

### Periodo dacio
Antes de la conquista del Banato por el Imperio romano en 106, durante el reinado de Trajano, el país estaba habitado por los dacios. Tras la retirada de los romanos en 275 bajo Aureliano, la población ya está fuertemente romanizada.

### Periodo búlgaro
Entre las primeras migraciones medievales, los eslavos se instalaron en el Banato en el siglo VI. En el siglo IX, el territorio del Banato formaba parte del Primer Imperio búlgaro. La crónica histórica húngara Gesta Hungarorum habla de un duque llamado Glad, soberano del territorio del Banato, que venía de Vidin y era vasallo del zar Simeón I de Bulgaria.

### Periodo húngaro
El Reino de Hungría conquista la región en el siglo XI y la divide en condados: Torontál, Temes, Krassó y Szörény.

### Periodo otomano
El Imperio otomano conquista la región en 1552 y la convierte en vilayato (provincia), con el nombre de Temesvar. Durante el siglo XVI, el Banato estaba poblado principalmente por serbios y valacos. En 1594, los serbios protagonizan, junto con los valacos, una revuelta contra la dominación turca.

### Periodo austriaco
En el siglo XVII, algunas zonas del Banato son conquistadas por los Habsburgo de Austria. En 1716, se culmina la conquista y, tras el Tratado de Passarowitz, se convierte en provincia independiente de la monarquía de los Habsburgos, bajo administración civil, que se mantendrá como tal hasta 1778.
En la época de la dominación austriaca, amplias zonas del Banato estaban poco pobladas a causa de los numerosos conflictos. El conde Claudius Mercy, gobernador del Banato a partir de 1720, toma medidas para regenerar la región: se drenaron las marismas a orillas del Danubio y el Tisza, y se construyeron carreteras y canales, lo que atrajo a numerosos artesanos alemanes, entre otros colonos.
También María Teresa I de Austria (1717-1780) se interesa por la región y la manda repoblar con campesinos alemanes, funda numerosos pueblos y favorece la explotación de las riquezas minerales, profundizando en las reformas que ya había emprendido Mercy. A los alemanes del Banato se los llamaba suabos del Danubio.
Durante el siglo XVIII y comienzos del siglo XIX, tuvo lugar una pequeña emigración desde Francia hacia el Imperio austrohúngaro, en lo que es actualmente Austria, Hungría, Eslovaquia, Serbia y Rumania, este movimiento fue producto de una invitación oficial de los Habsburgos. Algunos de estos emigrantes provenían de poblaciones donde hablaban francés en Lorena y otro grupo eran suizos franceses walsers del cantón de Valais en Suiza, ellos mantuvieron durante varias generaciones el idioma francés, y una identidad étnica específica, posteriormente denominada francés de Banat, Français du Banat.

### Segundo periodo húngaro
En 1779, el Banato volvió a pasar al Reino de Hungría. Hacia 1788, había 8 poblados formados por colonos franceses.
En 1918, se proclama en Timişoara la República del Banato, cuya independencia es reconocida por el gobierno húngaro. No obstante, a los pocos días de la proclamación las tropas serbias entran en la región y ponen fin a la República del Banato.

### Periodo rumano
En 1918, en virtud del Tratado de Trianon, la mayor parte del Banato pasa a formar parte de Rumanía. La parte sudoccidental y un tercio de Temes cayeron bajo dominio serbio y una pequeña zona alrededor de la ciudad de Szeged fue atribuida a Hungría. En la actualidad, el Banato se reparte entre los distritos de Timiş, Arad y Caraş-Severin, en Rumanía; la provincia autónoma de Voivodina y el distrito de Belgrado, en Serbia; y el condado de Csongrád en Hungría.

## Ciudades
Las ciudades más importantes del Banato son:
- en Rumania :
  - Timişoara (317 651)
  - Reşiţa (83 985)
  - Lugoj (44 571)
  - Caransebeş (28 294)
- en Serbia :
  - Zrenjanin (79 545)
  - Pančevo (76 110)
  - Kikinda (41 825)
  - Vršac (36 001)
  - Senta (20 363)